# اليوم الدولي للتوعية بالمهق
اليوم الدولي للتوعية بالمهق (IAAD) يتم الاحتفال بهذا اليوم سنويًا في 13 يونيو للاحتفال بحقوق الإنسان للأشخاص المصابين بالمهق في جميع أنحاء العالم.

## تاريخ

### التطورات المبكرة
حوالي منتصف العقد الأول من القرن الحادي والعشرين، رصدت تقارير عددًا متزايدًا من الهجمات العنيفة على الأشخاص المصابين بالمَهَق في تنزانيا وقتلهم. وقد اتهمت العديد من التقارير الجناة بنسب قوى سحرية إلى أجساد الأشخاص المصابين بالمَهَق، ومن ثم تم تحفيزهم لاستخدامها في سحر الحظ وطقوس غامضة. حتى عام 2015، قتل الجناة أكثر من 70 ضحية وألحقوا الأذى بالعديد من الضحايا. رداً على ذلك، بدأت جمعية المهق التنزانية (TAS) ومنظمات غير حكومية أخرى حملات من أجل حقوق الإنسان للأشخاص المصابين بالمَهَق. احتفلت TAS بيوم ألبينو الأول في 4 مايو 2006. أصبح اليوم الوطني للألبينو من عام 2009 فصاعدًا، وفي النهاية أطلق عليه اليوم الوطني للمهق.

### احتفال الأمم المتحدة
على المستوى الدولي، انضمت المنظمة الكندية غير الحكومية «تحت نفس الشمس» (UTSS) إلى سفير بعثة الصومال الأسبق لدى الأمم المتحدة، يوسف محمد إسماعيل باري باري، في جهوده لإصدار قرار لتعزيز وحماية حقوق الأشخاص المصابين بالمهق. جاء هذا القرار عندما اعتمد مجلس حقوق الإنسان في 13 يونيو 2013 أول قرار على الإطلاق بشأن المهق. في وقت لاحق، في قراره 26/10 المؤرخ 26 يونيو 2014، أوصى مجلس حقوق الإنسان بإعلان 13 يونيو يومًا عالميًا للتوعية بالمهق من قبل الجمعية العامة للأمم المتحدة. بعد ذلك، تبنت الجمعية العامة للأمم المتحدة في 18 ديسمبر 2014، القرار 69/170 للإعلان، اعتبارًا من 2015، 13 يونيو يومًا عالميًا للتوعية بالمهق. يذكرنا التاريخ المختار بأول قرار للأمم المتحدة تم تمريره في 13 يونيو من العام السابق. اليوم، يتم الاحتفال بـ IAAD في جميع أنحاء العالم من تنزانيا،  إلى الأرجنتين،  إلى السنغال،  إلى فيجي،  فرنسا،  المملكة المتحدة  وناميبيا.

### موضوعات سنوية
يتم اختيار موضوع كل عام لتحديد أسلوب احتفالات الأيام. حتى الآن، كانوا على النحو التالي:
| سنة  | سمة                                            |
| ---- | ---------------------------------------------- |
| 2016 | الاحتفال بالتنوع؛ تعزيز الإدماج ؛ حماية حقوقنا |
| 2017 | التقدم بأمل متجدد                              |
| 2018 | تسليط نورنا على العالم                         |
| 2019 | لا يزال قائما                                  |
| 2020 | صنع للتألق                                     |
| 2021 | قوة فوق كل الصعاب                              |

## روابط خارجية
- الموقع الإلكتروني لليوم العالمي للتوعية بالمهق
- الأمم المتحدة في اليوم العالمي للتوعية بالمهق
- المفوضية السامية لحقوق الإنسان بشأن المهق
- المنظمة الوطنية للمهق ونقص التصبغ (NOAH) في الولايات المتحدة في اليوم العالمي للتوعية بالمهق